# Surprise, Arizona
Surprise este un oraș din comitatul Maricopa, statul Arizona, Statele Unite ale Americii. Conform recensământului efectuat de USCB în anul 2000, populația orașului fusese de 30.848 de locuitori, în timp ce la recensământul din 2010, populația crescuse la peste 117.000 de locuitori.

## Istoric
Orașul a fost fondat în 1938 de către Homer C. Ludden, care l-a numit după localitatea sa natală, Surprise din statul Nebraska. Deși la vremea respectivă erau doar câteva case, câteva ferme și doar o stație de benzină, Surprise a cunoscut o dezvoltare explozivă în ultimii 15 ani ai secolului 20 și în prima decadă a secolului 21. Localitatea a fost încorporată ca oraș în anul 1960.
Zeci de mii de persoane aflate la vârsta pensionării s-au mutat în anii 1990 și 2000 în Sun City Grand, o comunitate dedicată strict persoanelor peste 55 de ani, în case construite de firma Del Webb. Surprise se găsește la circa 8 km (sau 5 mile) nord-vest de orașul originar Sun City și este vecin cu Sun City West, care sunt localități dedicate strict pensionarilor.

## Geografie
Surprise se găsește la coordonatele 33°38′19″N 112°21′02″V / 33.63861°N 112.35056°V (33.638632, -112.350434)GR1, la circa 20 de mile nord vest de Phoenix, capitala statului Arizona.
Conform datelor culese de United States Census Bureau, orașul are o suprafață totală de 180 km² (sau 69.5 mile pătrate), dintre care doar 0.15 km² este apă (0.03%), imensa majoritate fiind uscat.

## Demografie
Surprise a avut o rată explozivă de creștere în primul deceniu al secolului al XXI-lea, atingând o populație de 90.717, conform unei estimări din 2007, efectuată de același United States Census Bureau.  Ulterior, conform unei estimări a departamentului orașului pentru demografie și statistici, Demographic and Permit Statistics Department, la sfârșitul anului 2008, populația totală atinsese valoarea record de 109.672 (în decembrie 2008).

## Legi și guvernare

### Guvern local
Surprise este guvernat local de către un primar, Sharon Wolcott Arhivat în 14 aprilie 2009, la Wayback Machine. și alți șase membri care constituie Consiliul orășenesc,  (City Council Arhivat în 12 septembrie 2008, la Wayback Machine.). Primarul este ales de către toți cetățenii cu drept de vot, iar cei șase consilieri reprezintă fiecare câte un district al orașului. Toți sunt aleși pe o perioadă de patru ani.

## Galerie de imagini

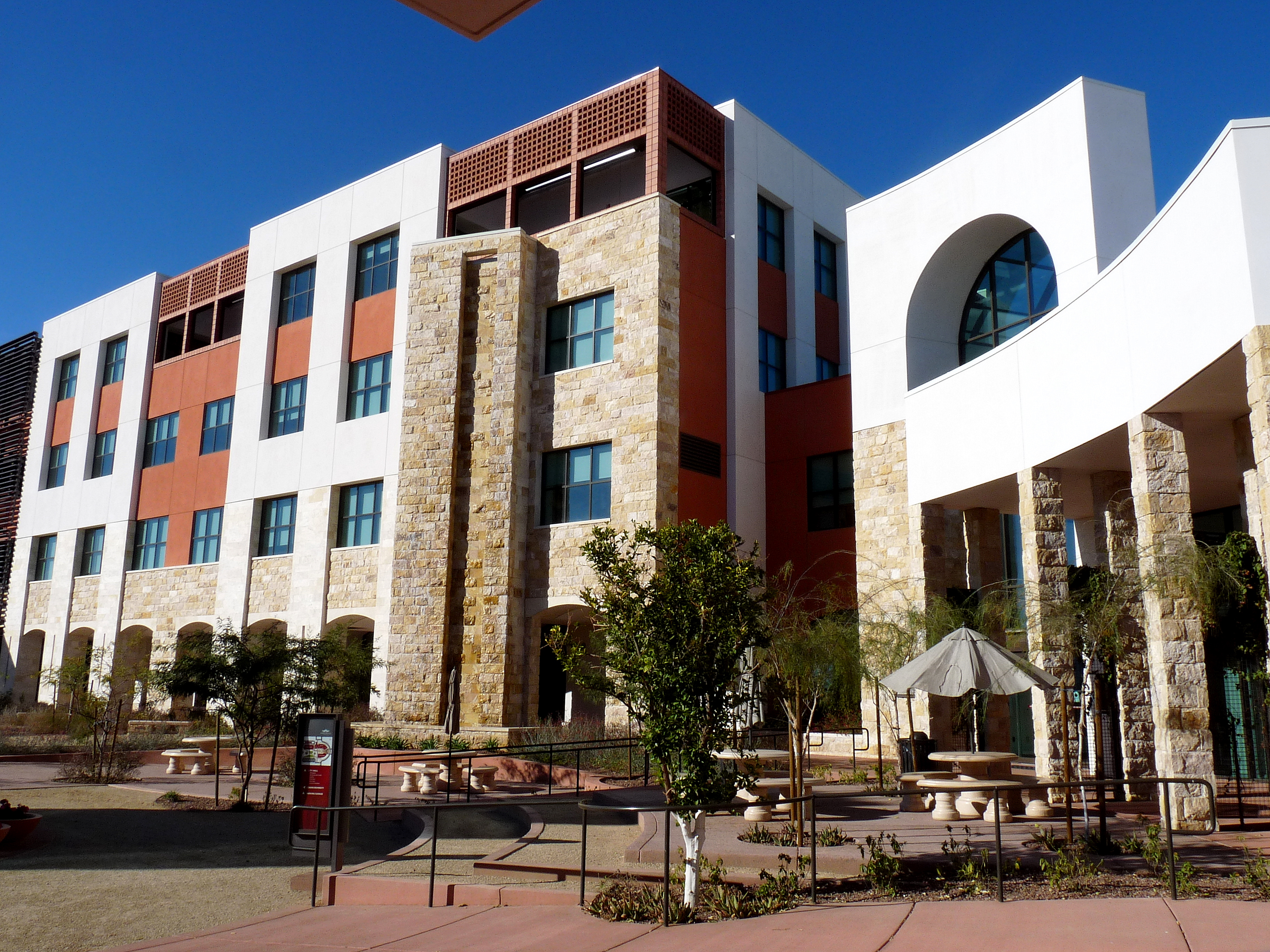
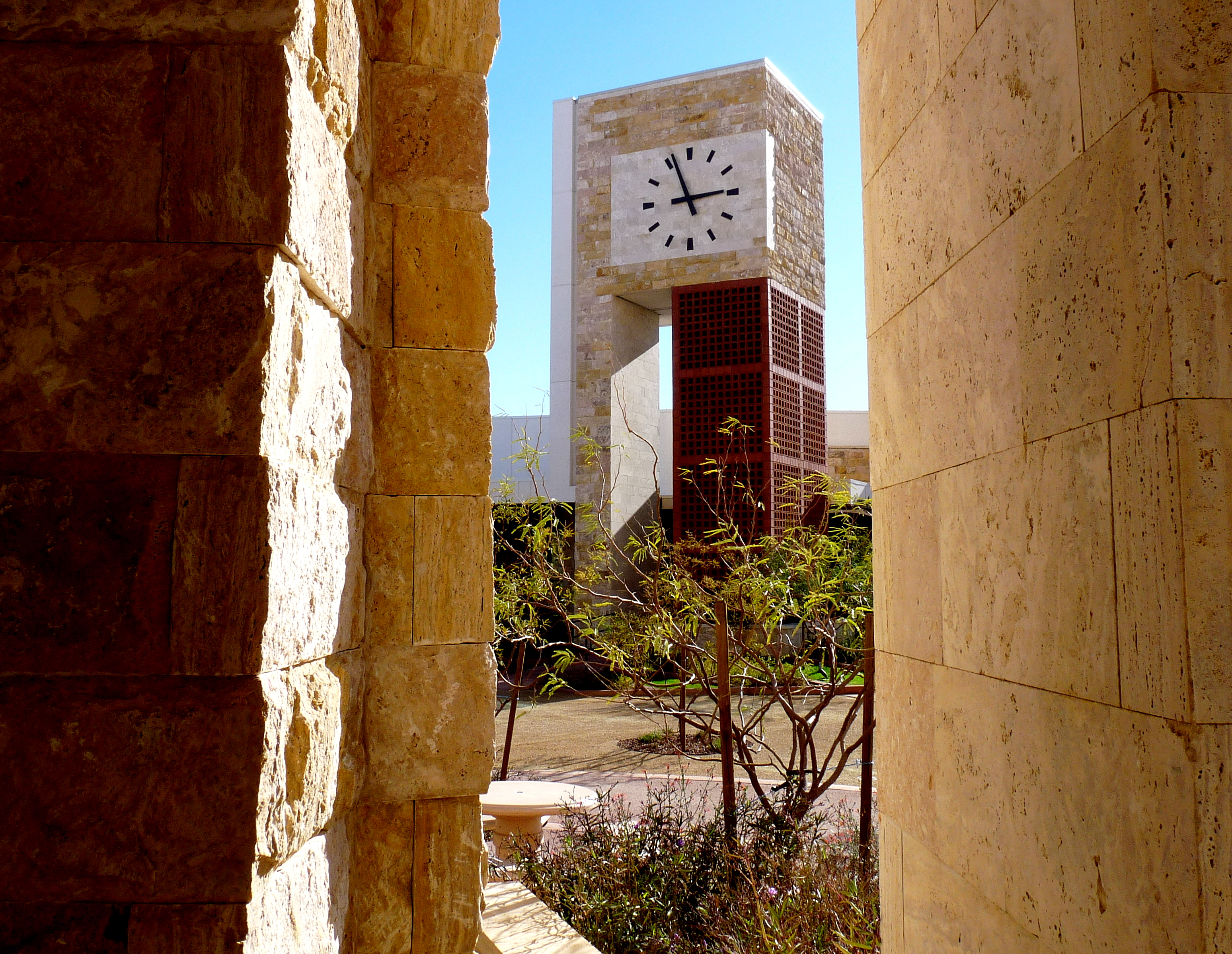
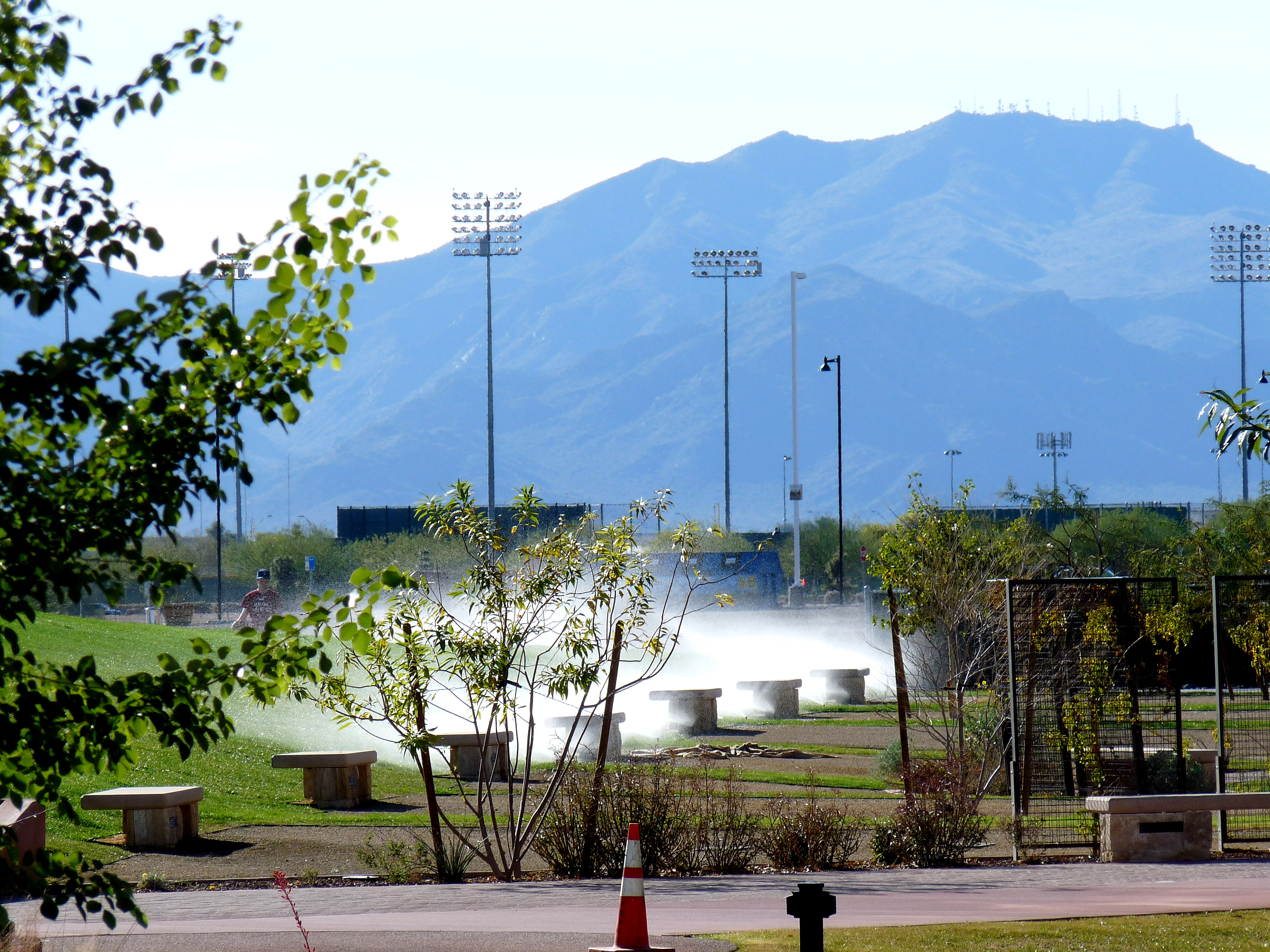
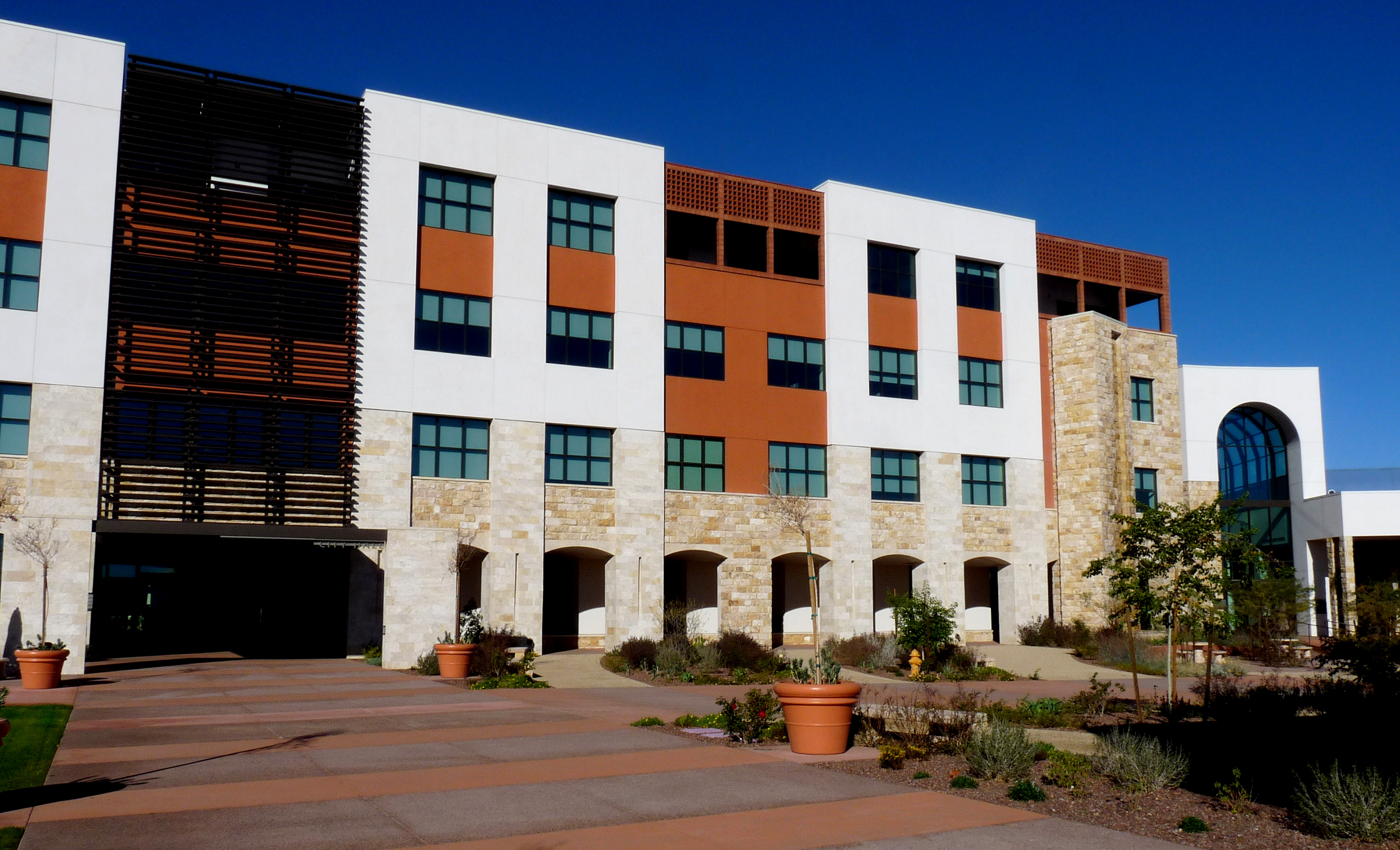
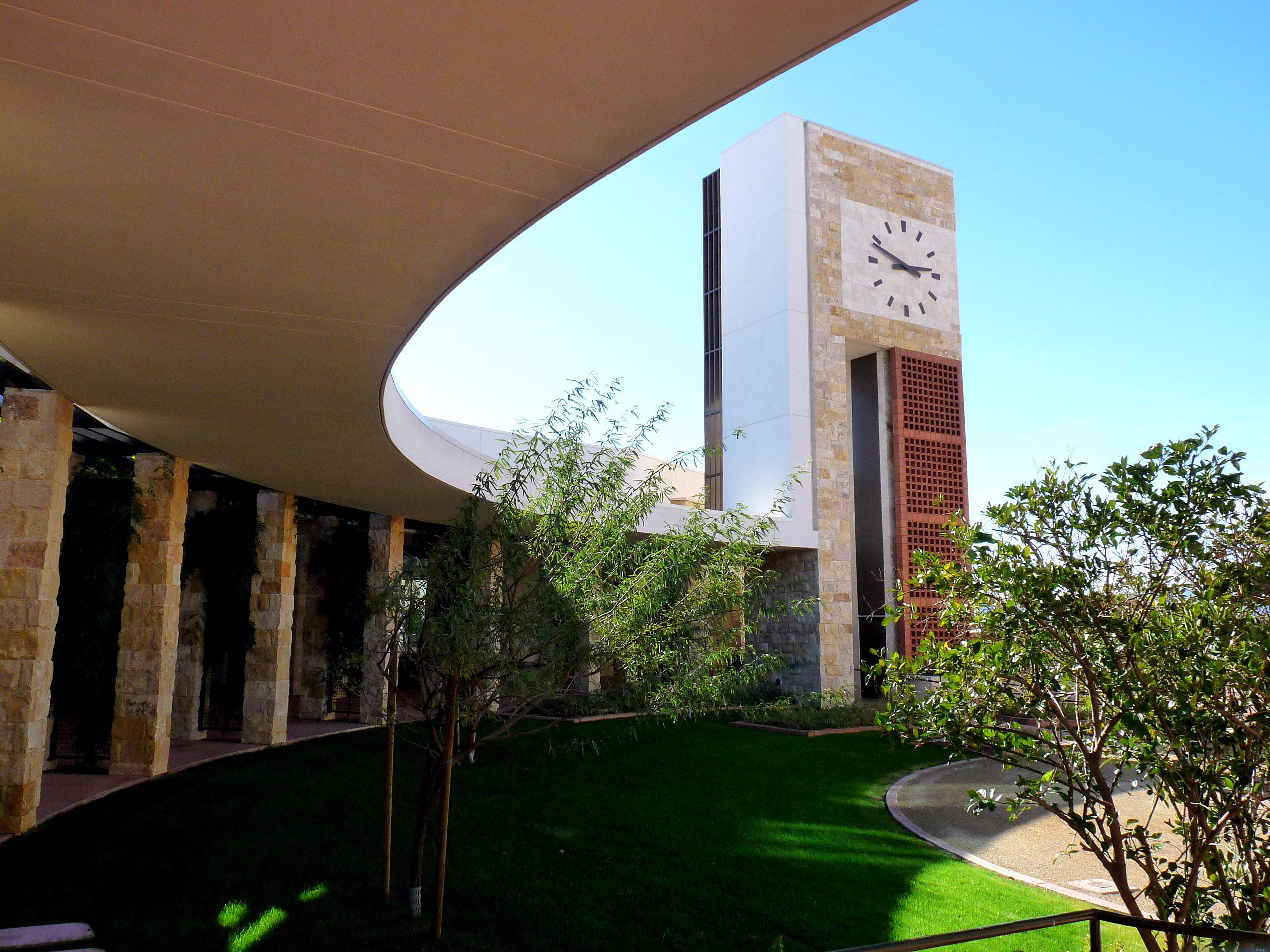